# 林保夫
林 保夫（はやし やすお、1928年4月2日 - 2022年8月14日）は、日本の政治家。元衆議院議員（民社党）（3期）。

## 経歴
岡山県総社市出身。岡山一中（現岡山県立岡山朝日高等学校）卒業、海軍兵学校中退。1947年時事通信社に入社。神戸支局長、経済解説編集長などを経て、1972年日本経済教育センター事務局長に就任、その後専務理事に就任した。1975年民社党岡山県連常任顧問執行委員長、民社党機関紙局副局長、国際局副局長を務め、1979年、第35回衆議院議員総選挙で岡山2区から初当選。通算3期務めた。1990年の第39回衆議院議員総選挙で落選し、政界から引退した。後継候補は石田美栄。1998年、勲三等旭日中綬章受章。
2022年8月14日、老衰のため、岡山県内の老人ホームで死去。94歳没。死没日付をもって正五位に叙された。